# Weverse
Weverse (também estilizado como WeVerse; coreano: 위버스) é um aplicativo móvel e plataforma web criado pela empresa de entretenimento sul-coreana Hybe Corporation. O aplicativo é especializado em hospedar conteúdo multimídia e permitir comunicações entre artistas musicais e fãs. Seu aplicativo de e-commerce associado, Weverse Shop (anteriormente conhecido como Weply), vende assinaturas de conteúdo no Weverse e produtos relacionados às bandas na plataforma.
O Weverse hospeda uma variedade de conteúdo gratuito e por assinatura, incluindo vídeos educacionais e de entretenimento, atualizações no estilo Instagram Story, além de plataformas para os usuários se conectarem com artistas e entre si. O aplicativo também é usado para publicar declarações oficiais da Big Hit Entertainment em nome dos artistas de suas gravadoras. Em janeiro de 2021, a plataforma era usada pelos grupos masculinos BTS, Seventeen, TXT, NU'EST, Enhypen, P1Harmony, grupos femininos GFriend, Weeekly, Dreamcatcher, Cherry Bullet, artistas solo CL, Sunmi, Henry Lau, Gracie Abrams e o trio New Hope Club. Já em 2023, no terceiro trimestre, a aplicação contava em média com mais de 10 milhões de utilizadores mensais ativos, sendo que 9 em cada 10 são internacionais, de acordo com a Hybe.
O software foi desenvolvido pela subsidiária de tecnologia da Big Hit, Weverse Company (anteriormente beNX). Em março de 2020, a Weverse tinha 1,4 milhão de usuários diários e a Weverse Shop mais de 1,8 milhões de usuários de 200 países.

## Desenvolvimento
O aplicativo foi desenvolvido pela Weverse Company (anteriormente beNX), uma empresa de tecnologia subsidiária da Big Hit Entertainment especializada em plataformas digitais e atendimento ao cliente. De acordo com o presidente da beNX, Seo Wooseok, o aplicativo foi desenvolvido para oferecer uma plataforma na qual os artistas de K-pop podem interagir com os fãs "em um nível mais profundo" do que o oferecido pelo YouTube ou Twitter, que enfatizam a entrega de conteúdo em vez da comunicação. O co-CEO da Big Hit, Lenzo Yoon, caracterizou o aplicativo como um "serviço completo dentro da indústria musical".
De acordo com Jenny Zha, CEO da empresa de consultoria de mídia digital Infinitize, "líderes de mercado do K-pop como o BTS", que acumularam uma quantidade significativa de seguidores, não precisam mais se concentrar em serem descobertos, mas sim na monetização e na propriedade de seu conteúdo. Zha, em entrevista à Billboard, explicou que "as gravadoras querem [...] criar um ativo que possam possuir e mobilizar para outros artistas e empreendimentos porque sabem que os fãs seguirão até onde está o conteúdo. Isso cria mais segurança para o selo a longo prazo.”
A Big Hit lançou a plataforma de comércio eletrônico Weply em junho de 2019. Mais tarde, tornou-se o aplicativo Weverse Shop.
A notícia do desenvolvimento do aplicativo foi anunciada pela primeira vez em outubro de 2019 por meio de um anúncio mostrado no início da turnê de estádio de três dias Love Yourself: Speak Yourself do BTS em Seul, na Coreia do Sul. O anúncio foi exibido simultaneamente para 130 mil espectadores em pessoa, bem como para os espectadores que assistiam via transmissão ao vivo e nos cinemas.

## Aplicativo

### Plataformas
O Weverse está disponível atualmente como um site, um aplicativo de mesmo nome focado em entretenimento e comunicação, e um aplicativo de e-commerce chamado Weverse Shop. Ambos os aplicativos estão disponíveis gratuitamente para iOS na Apple App Store e para Android na Google Play Store. O site e o aplicativo Weverse Shop vendem assinaturas para séries individuais no Weverse, assim como assinaturas de fã-clube e mercadorias dos grupos em sua plataforma.

## Conteúdo

### BTS
O Weverse hospeda uma variedade de conteúdo do BTS, incluindo séries de vídeos e postagens de mídia social dos membros individuais do BTS.
O BTS anunciou durante o final de sua turnê de estádio Love Yourself: Speak Yourself em Seul que a quarta temporada de seu reality show anual, Bon Voyage, deixaria o serviço coreano de streaming de vídeo V Live, que hospedou suas três primeiras temporadas, pela nova plataforma Weverse. A quarta temporada de Bon Voyage está disponível por compra direta no aplicativo Weverse Shop ou com a compra de uma assinatura anual para o fã-clube global do BTS. A beNX relatou que as vendas da quarta temporada de Bon Voyage excederam as da terceira temporada, que estava disponível por assinatura no V Live+.
Em agosto de 2019, o BTS lançou uma série de minidocumentários de seis episódios para compra na Weverse intitulada Bring the Soul: Docu-Series, que se expande no documentário de 2019 do BTS, Bring the Soul: The Movie. O primeiro episódio foi ao ar no Weverse em 27 de agosto e concluído em 1 de outubro. Cada episódio foi centrado em um tema relacionado à série de álbuns Love Yourself do grupo e apresentou conteúdo da turnê mundial Love Yourself de 2018.
Em 22 de março de 2020, a Big Hit Entertainment anunciou o lançamento de uma série de vídeos intitulada "Aprenda coreano com BTS" no aplicativo de mídia social Weverse. O projeto foi mencionado pela primeira vez em fevereiro, durante um comunicado à imprensa transmitido ao vivo pela Big Hit Labels no YouTube, no qual Bang Si-Hyuk explicou que o projeto pretendia “torná-lo fácil e divertido para fãs globais que têm dificuldade de desfrutar da música e conteúdo do BTS devido à barreira do idioma.” A ideia do projeto surgiu em reação aos fãs que pediam legendas em inglês para os vídeos do BTS. A série consiste em trinta aulas de três minutos sobre expressões e gramática coreanas usando imagens de conteúdo do BTS existente no YouTube e V Live, como Run BTS e Bangtan Bomb. Os vídeos foram desenvolvidos em colaboração com especialistas do Instituto de Conteúdo de Língua Coreana (KOLCI) e da Universidade Hankuk de Estudos Estrangeiros. A Big Hit Entertainment declarou sua intenção de desenvolver mais programas educacionais com outros artistas de seus selos. Os três primeiros episódios foram lançados em 24 de março, com vídeos subsequentes postados semanalmente às segundas-feiras.
A Big Hit usou o Weverse para emitir uma declaração oficial sobre o cancelamento das primeiras quatro paradas na turnê mundial do BTS, Map of the Soul, devido ao surto de coronavírus na Coréia do Sul. Em janeiro de 2021, mais de 8,8 milhões de fãs do BTS haviam se inscrito para serviços gratuitos ou por assinatura na plataforma.

### TXT
O grupo masculino da Big Hit TXT abriu sua comunidade oficial de fãs no Weverse em junho de 2019. Eles foram os primeiros artistas a aderir à plataforma. O Weverse oferece uma assinatura mensal sob demanda chamada Behind, que oferece fotos e vídeos do TXT, bem como do BTS. Em janeiro de 2021, TXT possuía mais de 3,4 milhões de fãs registrados no Weverse.

### GFriend
A banda K-pop GFriend foi o primeiro grupo feminino a se juntar ao Weverse. O selo de GFriend, Source Music, foi adquirido pela Big Hit em 2019. Em janeiro de 2021, GFriend tinha mais de 1 milhão de fãs na plataforma.

### Seventeen
O grupo masculino Seventeen, administrado pela Pledis Entertainment, foi o primeiro artista não administrado pela Big Hit a se juntar ao Weverse. O Seventeen ingressou na plataforma em março de 2020. Em janeiro de 2021, o Seventeen tinha mais de 1,7 milhões de fãs na plataforma.

### Enhypen
O Enhypen, formado pela Belift Lab por meio do reality show de sobrevivência I-LAND, ingressou na plataforma em junho de 2020. A conta original foi chamada de "I-LAND", em referência ao título do programa. Posteriormente, foi convertido para ENHYPEN após o show terminar de ir ao ar e o nome oficial do grupo ser anunciado. Em janeiro de 2021, Enhypen tinha mais de 3,3 milhões de fãs na plataforma.

### NU'EST
O grupo masculino NU'EST, administrado pela Pledis Entertainment, juntou-se à plataforma em setembro de 2020. Em janeiro de 2021, NU'EST tinha 381 060 fãs na plataforma.

### CL
A artista solo CL, ex-integrante do 2NE1, juntou-se à plataforma em setembro de 2020. Em janeiro de 2021, CL tinha mais de 461 845 fãs na plataforma.

### P1Harmony
O grupo masculino P1Harmony, administrado pela FNC Entertainment, juntou-se à plataforma em outubro de 2020. Em janeiro de 2021, P1Harmony tinha mais de 260 227 fãs na plataforma.

### Weeekly
O grupo feminino Weeekly, administrado pela Play M Entertainment, juntou-se à plataforma em outubro de 2020. Em janeiro de 2021, Weeekly tinha 144 490 fãs na plataforma.

### Sunmi
A artista solo Sunmi, gerenciada pela MAKEUS Entertainment, juntou-se à plataforma em outubro de 2020. Em janeiro de 2021, Sunmi tinha 278 125 fãs na plataforma.

### Henry
O artista solo Henry Lau, gerenciado pelo Monster Entertainment Group, juntou-se à plataforma em outubro de 2020. Em janeiro de 2021, Henry tinha mais de 194 096 fãs na plataforma.

### Dreamcatcher
O grupo feminino Dreamcatcher, administrado pela Dreamcatcher Company, juntou-se à plataforma em novembro de 2020. Em janeiro de 2021, Dreamcatcher tinha 174 330 fãs na plataforma.

### Gracie Abrams
A cantora e compositora americana Gracie Abrams, administrada pelo Universal Music Group, juntou-se à plataforma em novembro de 2020. Em janeiro de 2021, Gracie tinha 153 495 fãs na plataforma.

### Cherry Bullet
O grupo feminino Cherry Bullet, administrado pela FNC Entertainment, juntou-se à plataforma em janeiro de 2021.

### New Hope Club
O trio pop britânico New Hope Club juntou-se à plataforma em fevereiro de 2021.

### Próximos artistas
Junto com a notícia de que Gracie Abrams havia se juntado ao Weverse, também foi anunciado que Alexander 23 e Yungblud estariam se juntando à plataforma em breve.